# Saint-Paul, Oise
Saint-Paul, Oise là một xã ở tỉnh Oise Hauts-de-France phía bắc Pháp. Xã Saint-Paul, Oise nằm ở khu vực có độ cao trung bình 75 mét trên mực nước biển.